# El llenguatge dels ocells
El Llenguatge dels ocells o La conferència dels ocells (en persa: Mantiq al-Tayr) és un llibre escrit als s. XII-XIII pel poeta i místic persa Farid al Din Attar i es considera la seua obra major.

## Argument
És una epopeia mística que relata com trenta mil ocells, sota la guia espiritual de la puput, s'ajunten i decideixen anar a la recerca del rei ocell o Simurgh -de vegades s'equipara a altres aus mitològiques com l'au Fènix. El Simurgh representa la divinitat, origen i destí dels ocells viatgers. Aquesta és una de les obres més notables dins de la tradició religiosa i cultural del sufisme. És una guia d'iniciació per a qualsevol persona seguidora d'aquest corrent místic musulmà amb la finalitat d'acostar-se a Al·là o a la divinitat. A més del relat del viatge, el llibre inclou alguns contes, llegendes semihistòriques, cites de l'Alcorà o relats de la tradició cultural persa que il·lustren les dificultats del viatge d'iniciació i com superar-les. Durant el viatge els ocells van abandonant cadascú amb una excusa, incapaç de continuar-lo; cada au simbolitza una mala conducta; només n'arriben al final trenta aus. Han de travessar set valls en la cerca de Simurgh:
- Talab (recerca)
- Ishq (amor)
- Ma'refat (coneixement)
- Isteghnâ (despreniment)
- Tawhid (unitat de Déu)
- Hayrat (impressions)
- Faqr i Fana (pobresa i frustració).

Aquestes són les etapes per les quals els sufís poden arribar a la veritable naturalesa de Déu.

### Il·lustracions
Col·lecció en el Museu Metropolità d'Art de Nova York. Folis d'un manuscrit il·lustrat de data c.1600. Les pintures, les realitzà Habiballah de Sava (actiu ca.1590-1610), en tinta, aquarel·la opaca, or i argent en paper: dimensions 25,4 x 11,4 cm.

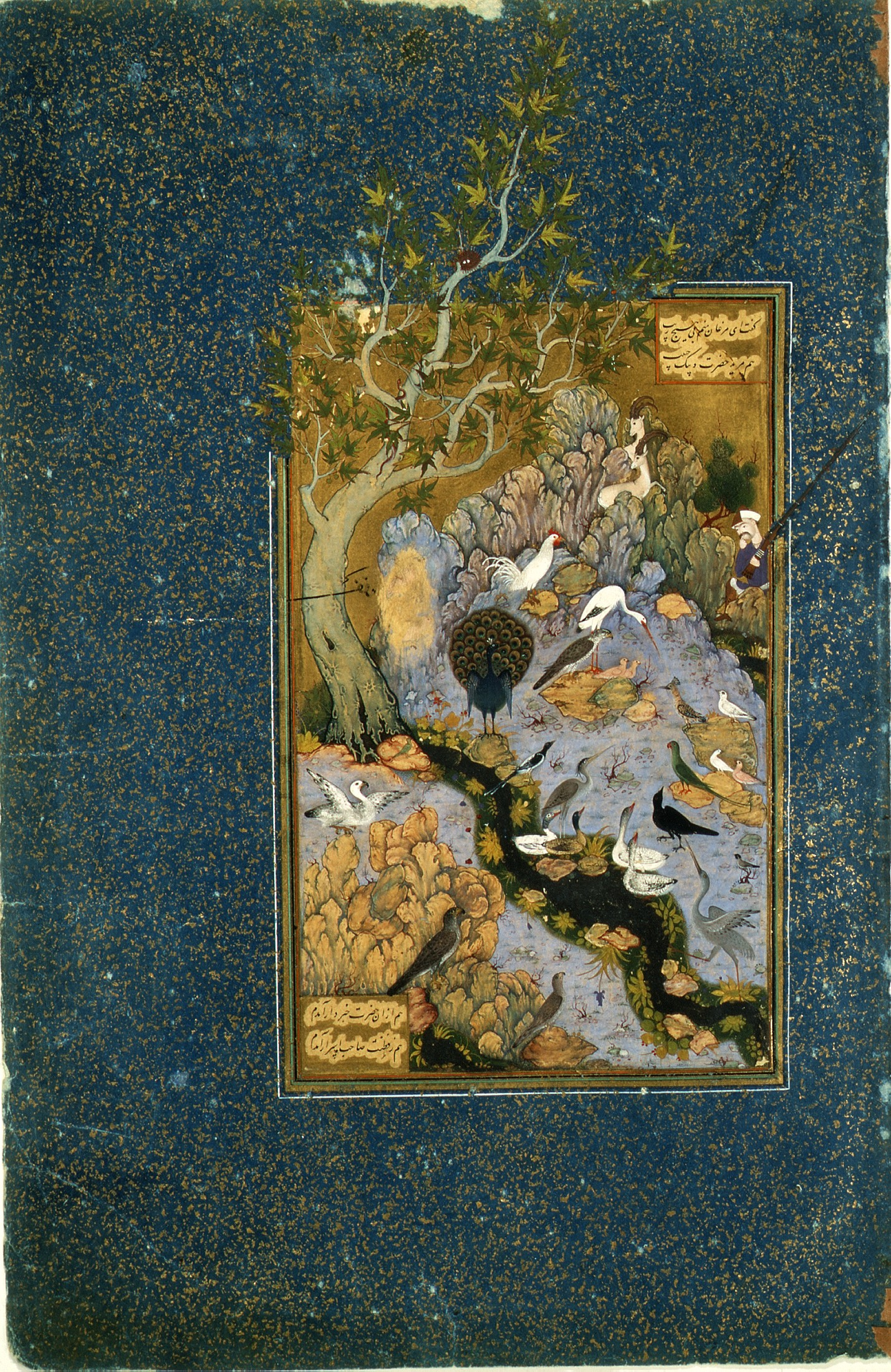
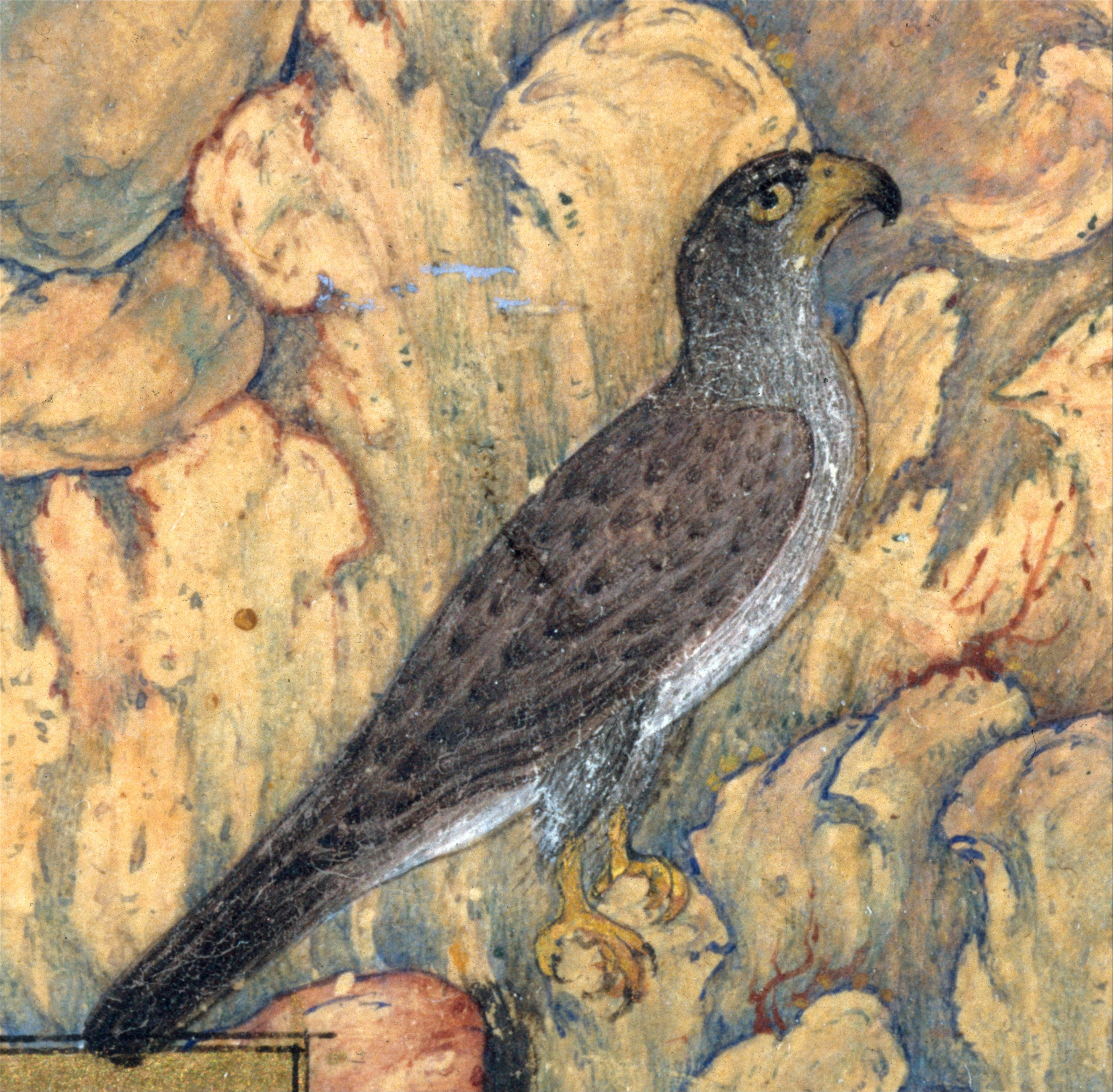
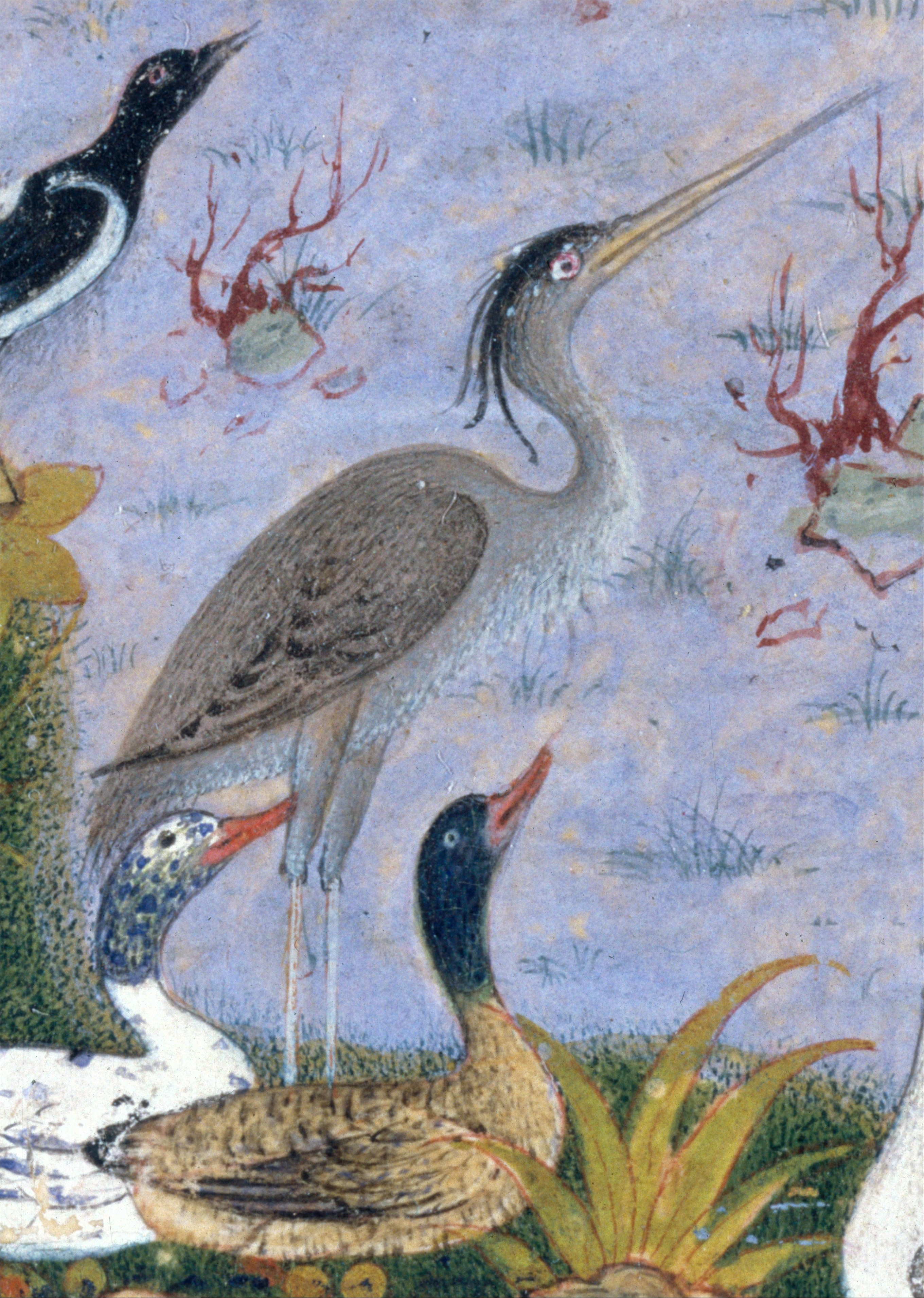
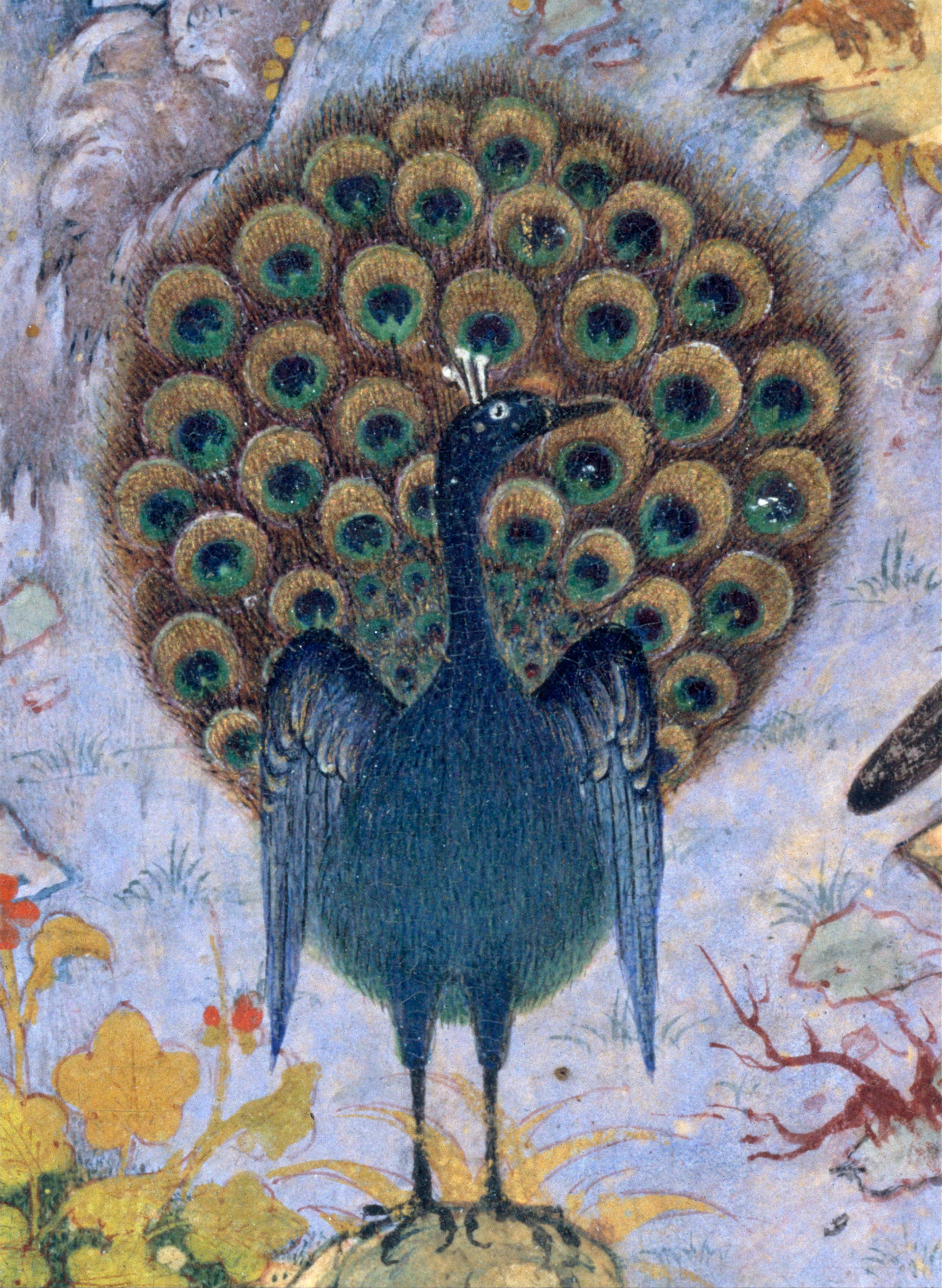